# إيزابيل بريجز مايرز
إيزابيل بريغز مايرز (بالإنجليزية: Isabel Briggs Myers)(الاسم عند الولادة: إيزابيل بريغز؛ 18 أكتوبر 1897 – 5 مايو 1980)، كانت كاتبة أمريكية شاركت في ابتكار مؤشر مايرز–بريغز للأنماط الشخصية (MBTI) مع والدتها كاثرين كوك بريغز.
يُعد مؤشر MBTI من أكثر اختبارات الشخصية استخدامًا في العالم؛ إذ يُقدَّر أن أكثر من مليوني شخص يُكملون الاستبيان سنويًا. صنّفت إيزابيل بريغز مايرز نفسها على أنها من نمط INFP (الوسيط).

## خلفية
نشأت إيزابيل بريجز مايرز في واشنطن، حيث التحقت بوالدتها كاثرين كوك بريغز. كان والدها ليمان ج. بريجز يعمل فيزيائي أبحاث. لم تكن بريغز مايرز حاصلة على تعليم رسمي حتى التحقت بكلية سوارثمور، حيث درست العلوم السياسية خلال فترة وجودها في كلية سوارثمور، والتقت بكلارنس «رئيس» مايرز الذي كان يدرس القانون. تزوج الاثنان عام 1918 وبقيا معاً حتى وفاة كلارنس في عام 1979.

## مؤشر الشخصية MBTI
نفذت بريجز مايرز أفكار كارل يونغ وأضافت أفكارها الخاصة. ثم قامت بعمل مسح ورقي والذي سيصبح في نهاية المطاف MBTI. كان الاختبار لتقييم نوع الشخصية وتم تطويره بالكامل بعد 20 عامًا من الأبحاث التي أجرتها بريجز مايرز مع والدتها وآلاف غيرها. في القرن الحادي والعشرين، ما زال البحث في هذا الصك قيد التنفيذ مع عشرات المقالات المكتوبة كل عام. يهدف الاستبيان إلى مساعدة الناس على إدراك «أفضل نوع مناسب»، وهو نوع الشخصية التي ستساعدهم على تحقيق النجاح الأكبر في الحياة. ثلاثة أزواج من التفضيلات الأصلية في تصنيف جونغ هي الانبساط والانغلاق، والاستشعار والحدس، والتفكير والشعور. بعد دراستها، أضافت بريجز مايرز تفضيلاً رابعًا، «التحكيم والإدراك».
- الانبساط أو الانطواء: يشير إلى أين وكيف يوجه الشخص انتباهه وطاقته - على الناس والأشياء في العالم الخارجي، أو وحدهم في العالم الداخلي[5]
- الاستشعار أو الحدس: يشير إلى كيفية تفضيل الشخص التعامل مع المعلومات - من خلال التركيز على المعلومات الأساسية، أو عن طريق تفسير وإضافة المعنى [6]
- التفكير أو الشعور: يشير إلى صنع القرار - موضوعيا، باستخدام المنطق والاتساق، أو بشكل ذاتي، مع الأخذ بعين الاعتبار أشخاص آخرين وظروف خاصة [7]
- التحكيم أو الإدراك: يشير إلى الطريقة التي يتفاعل بها المرء مع العالم الخارجي - مع تفضيله لاتخاذ القرارات، أو من أجل البقاء مفتوحًا على المعلومات والخيارات الجديدة [8]

### التأثيرات
في طبعة يوليو 1980 من أخبار MBTI، عزت بريجز مايرز سبب آخر لإنشاء MBTI لزواجها من «رئيس» كلارنس مايرز. اختلفت اختلافاتهم في النوع النفسي (كانت INFP وكان ISTJ) والدتها، كاثرين كوك بريجز، لمواصلة دراسة الاختلافات بين الناس وأفعالهم. كوك بريجز جاء على عمل كارل غوستاف يونغ وقدمه لابنتها التي بدأت بعد ذلك في دراسة الأنواع النفسية.
عندما بدأت الحرب العالمية الثانية، أرادت بريجز مايرز المساعدة في الحد من الصراع بين الناس. كان الناس يموتون، يؤذون ويضرّون بعضهم بعضاً، وتريد مساعدتهم على فهم بعضهم البعض بدلاً من إيذائهم. ولاحظت أن بعض الناس يكرهون وظائفهم في الجيش وأرادت معرفة ما وراء ذلك.
في عام 1945، سمح عميد كلية جورج واشنطن للطب لبريجز مايرز وكوك بريجز بتطبيق MBTI على طلاب السنة الأولى. شمل ذلك حوالي 5500 طالبًا، ودرسها بريجز مايرز لسنوات من خلال النظر في الأنماط بين المتسربين والطلاب الناجحين.
كما تأثرت بريجز مايرز بوالدها ليمان ج. بريجز. كما كان مدير مكتب المعايير في واشنطن في وقت بريجز مايرز يقوم بتطوير MBTI، كان عالمً أبحاثًا مخلصًا. إن النمو في بيئة تزرع شغفاً للبحوث سمح لـ «بريجز مايرز» أن تعتبر المتعة المرحة والمثيرة، الأمر الذي أدى في النهاية إلى اهتمامها بالشخصية والإبداع على مؤشر النوع.

## الخيال
الرواية بعد القتل، نشرت في عام 1929، فازت في مسابقة غموض القاتل الوطنية لهذا العام. يطبق أفكارها حول نوع الشخصية في لغز جريمة قتل.
عمل بريغز مايرز الثاني للخيال، أعطني الموت، نشرت في عام 1934، يعيد النظر في نفس المحققين من القتل لم يأتِ "في ذلك، تنتحر أسرة جنوبية واحدة تلو الأخرى بعد أن تعلم أنها قد تكون" زنوج الدم ".

### تطبيق
في عام 1962، نشرت خدمة الاختبارات التعليمية MBTI لأغراض البحث فقط. في عام 1975 و1977 و1979، عقدت ثلاثة مؤتمرات وطنية MBTI في جامعة ولاية فلوريدا، جامعة ولاية ميشيغان، وفيلادلفيا على التوالي. في عام 1975، نشرت شركة الاستشارات النفسية شركة MBTI كأداة لمساعدة الناس.
في عام 2000، أصبح MBTI الآن أكثر من مليوني شخص في السنة وترجم إلى 16 لغة. 

## تراث

### CAPT
في عام 1975، شارك بريجز مايرز في تأسيس مركز تطبيق النوع النفسي مع ماري مكولي. CAPT هي منظمة غير ربحية تحافظ على البحث وتطبيق MBTI. كما أنه موجود لحماية وتعزيز إيديولوجية بريغز مايرز.  يقع مقرها في غاينسفيل، فلوريدا وشعارها هو «تعزيز التفاهم البشري من خلال التدريب والنشر والبحث». 

### جوائز البحوث التذكارية
توجد جوائز إيزابيل بريجز مايرز للأبحاث البحثية لتعزيز إم بي تي آي والبحوث النفسية. يتم منح هذه الجوائز مرتين في السنة. وهي تتكون من 2000 دولار لما يصل إلى شخصين. يتم مكافأتهم على التقدم في فهم هذه المواضيع للتركيز على البحث المستمر في هذا المجال.

## المطبوعات
- (1980، 1995) الهدايا المختلفة: فهم نوع الشخصية/ الولايات المتحدة الأمريكية. (ردمك 0-89106-074-X)
- هدايا مختلفة كتبته إيزابيل مع ابنها بيتر بريجز مايرز. يتعلق الأمر بشخصية الإنسان وكيف يؤثر على عدة جوانب من الحياة مثل الحياة المهنية والزواج ومعنى الحياة. يتحدث عن جميع أنواع الشخصية الستة عشر.[15]
- (1990) مقدمة للنوع: وصف لنظرية وتطبيقات مؤشر نوع مايرز بريجز. مركز للتطبيقات النفسية النوع شركة ردمك 0-935652-06-X
- (1995) جريمة قتل لم يأتِ بعد. مركز للتطبيقات النفسية النوع شركة ردمك 0-935652-22-1